# Blandt menneskeædere på Ny Guinea
Blandt menneskeædere på Ny Guinea er en dansk dokumentarfilm fra 1954 instrueret af Jens Bjerre.

## Handling
Jens Bjerre møder Kukukuku-kannibalerne på New Guinea.